# Wade Wilson (Footballspieler)
Charles Wade Wilson (* 1. Februar 1959 in Greenville, Texas; † 1. Februar 2019 in Coppell, Texas) war ein US-amerikanischer American-Football-Spieler auf der Position des Quarterbacks. Er spielte 19 Saisons für fünf verschiedene Teams in der National Football League (NFL), unter anderem für die Minnesota Vikings und die Dallas Cowboys. Danach war er noch einige Jahre als Quarterback-Trainer in der NFL aktiv.

## Frühe Jahre
Wilson verbrachte seine Kindheit in seiner Geburtsstadt Greenville und in Commerce, Texas. In Commerce ging er auf die High School und später besuchte er die Texas A&M University–Commerce. Hier spielte er Collegefootball in der Lone Star Conference, wo er 1980 MVP wurde.

## NFL (als Spieler)

### Minnesota Vikings
Im NFL-Draft 1981 wurde Wilson von den Minnesota Vikings in der achten Runde an 210. Stelle ausgewählt. In seiner ersten Saison bekam er drei Kurzeinsätze in der NFL. In seinem Zweiten Jahr absolvierte er kein Spiel. In seinem dritten Jahr in der NFL kam er am letzten Spieltag der Saison gegen die Cincinnati Bengals zum Einsatz und warf seinen ersten NFL-Touchdown. Das Spiel wurde mit 20:14 gewonnen. 1985 wurde bei Wilson Diabetes mellitus, Typ 1 festgestellt. Ab der Saison 1987 avancierte Wilson zum Starting Quarterback bei den Vikings. Nach der Saison 1988 wurde er für seine guten Leistungen in den Pro Bowl gewählt. er hatte in der Saison das beste Quarterback-Rating der NFL (91,5).
In der 1990er Saison startete er die ersten drei Saisonspiele, verletzte sich dann aber am Daumen und er wurde für den Rest der Saison durch Rich Gannon ersetzt. Ein Jahr später wurde er nach den ersten fünf Saisonspielen, auf Grund seiner Leistungen (3 Touchdowns, 10 Interceptions), wieder von Rich Gannon ersetzt.

### Atlanta Falcons
Am 13. Juli 1992 unterschrieb Wilson einen Vertrag bei den Atlanta Falcons. Hier spielte er neun Spiele, die letzten drei der Saison als Starter, da sich der etatmäßige Quarterback Chris Miller verletzte.

### New Orleans Saints
Am 12. April 1993 unterzeichnete er ein Arbeitspapier bei den New Orleans Saints. Hier wurde er direkt Starter auf seiner Position, vor Steve Walsh. Mit ihm gewann man die ersten fünf Saisonspiele, beendete dann aber die Saison mit acht Siegen und acht Niederlagen, was nicht für die Playoffs reichte. Wilson wurde daraufhin nicht mehr als Starter eingesetzt. Am 18. März 1994 wurde er entlassen. Am 13. April des gleichen Jahres wurde er noch einmal unter Vertrag genommen. Am 20. März 1995 wurde er dann endgültig entlassen.

### Dallas Cowboys
Am 22. Mai 1995 wurde er von den Dallas Cowboys unter Vertrag genommen. Er sollte als Backup-Quarterback für Troy Aikman dienen. Hier war er Teil des Teams, welches den Super Bowl XXX gewann. Er startete nur ein Spiel in seinen drei Jahren bei den Cowboys.

### Oakland Raiders
Am 6. Juli 1998 unterschrieb Wilson einen Vertrag bei den Oakland Raiders. Hier war er nur dritter Quarterback im Team. Nachdem sich jedoch während der Saison Jeff George und auch sein Backup Donald Hollas verletzten führte er die Raiders in den letzten drei Saisonspielen an (5 Touchdowns, 4 Interceptions). Zur Saison 1999 war er wieder nur dritter Quarterback im Team, dazu erlitt er noch eine Leistenverletzung. Am 30. Dezember 1999 gab er seinen Rückzug von der Profikarriere bekannt.

## NFL (als Trainer)
Wilson wurde nach seiner Spielerkarriere Quarterbacks Coach bei den Dallas Cowboys. Hier war er von 2000 bis 2002. Danach war von 2004 bis 2006 Quarterbacks Coach bei den Chicago Bears. 2007 bis 2017 trainierte er erneut die Quarterbacks von den Dallas Cowboys.

## Tod
Wilson starb an seinem 60. Geburtstag, dem 1. Februar 2019, auf Grund seiner Diabeteserkrankung. Er hinterließ seine Frau und vier Kinder.